# Óscar Barrós
Óscar César Barrós Mesinas (Callao, 9 de junio de 1875-Lima, 1963) fue un abogado, magistrado y político peruano. Fue diputado constituyente (1919), ministro de Justicia e Instrucción (1920-1922), ministro de Guerra (1922) y presidente de la Corte Suprema (1930). 

## Biografía
Hijo del educador Pedro M. Barrós Henry, fundador y director del Colegio Barrós, en Lima.
Hizo sus estudios escolares en el colegio que dirigía su padre y en el Colegio Guadalupe. Luego ingresó a la Universidad Mayor de San Marcos y siguió la carrera de Jurisprudencia. Hizo sus prácticas profesionales en el estudio de Mariano Nicolás Valcárcel.
El 28 de octubre de 1899 se graduó de doctor en ciencias políticas y administrativas. El 6 de noviembre de 1901 se recibió de abogado. Fue secretario del Colegio de Abogados de Lima y director de Conferencias.
En 1903 fue elegido como juez de paz en la Corte Superior.
En 1915 fue elegido diputado por Luya y fue miembro de la Asamblea Constituyente de 1919.
En octubre de 1920, bajo el gobierno de Augusto B. Leguía, fue nombrado ministro de Justicia, Instrucción y Culto, en reemplazo de Alberto Salomón, que pasó a ser titular de Relaciones Exteriores.
El 21 de mayo de 1921 Barrós refrendó un decreto que declaraba en estado de reorganización a la Universidad de San Marcos. Por otro decreto del 1 de octubre se concedió valor oficial a estudios, grados académicos y títulos profesionales expedidos por la Universidad Católica, fundada en 1917. Por ese tiempo, los estudiantes se agitaban exigiendo la reforma universitaria.
En diciembre de 1922, Barrós, como ministro de Guerra, tuvo un incidente con el Senado, cuando, apegado al trámite formal, pidió permiso para que un juez militar hiciera una inspección ocular en los archivos parlamentarios, en vista que la secretaría del Senado tardaba enviar unos documentos solicitados por el ministerio de Guerra. El Senado consideró esto como un agravio a sus fueros y devolvió la nota petitoria al ministro, junto con un voto de extrañeza. Barrós renunció a su cargo de ministro y fue reemplazado por Benjamín Huamán de los Heros.
El 28 de octubre de 1924 elegido por el Congreso como magistrado en propiedad de la Corte Suprema de Justicia. En 1930 ejerció la presidencia de dicho máximo tribunal de justicia.
Caído el régimen de Leguía en agosto de 1930, la Junta Militar de Gobierno se propuso liquidar el leguiísmo; una de sus medidas fue depurar la Corte Suprema de todos aquellos magistrados que habían sido ministros de Estado y funcionarios públicos desde 1922. Barrós, al igual que otros de sus colegas, fue cesado como vocal supremo y sometido a juicio ante el Tribunal de Sanción Nacional, tribunal ad hoc creado por la Junta Militar para juzgar casos de corrupción pública.  El 14 de febrero de 1931 fue absuelto de todos los cargos.

## Publicaciones
- Algunas ejecutorias en el ejercicio de mi profesión (1901-1924) (Lima, 1927-37, 2 vols.).
- Por la justicia y por la patria: «Devolveremos al Poder Judicial su excelsitud».(Lima, 1940)
- El atropello contra la Corte Suprema en 1930 y su inminente solución por el Congreso de 1941. (Lima, 1941)
- ¿En dónde está la justicia? ¿En dónde está la verdad? (Lima, 1942).